# Крипта
Кри́пта (від дав.-гр. κρυπτή — «критий підземний хід, тайник») — у середньовічній західноєвропейській архітектурі одне або кілька підземних склепінчастих приміщень, розташованих під вівтарною і хоральною частинами храму, які слугують для поховання та виставлення для шанування мощей святих і мучеників. Інша назва крипти — нижній храм.

## Призначення
У Стародавньому Римі криптою називалося будь-яке склепінчасте підземне або напівпідземне приміщення. Як синонім слова крипта може використовуватися латинський термін sepulcrum (могила, гробниця), який у дохристиянські часи означав місце ритуальних спалень померлих, а пізніше — християнських поховань.
Первісна форма крипти була успадкована від гробниць апостолів у римських базиліках часу правління Костянтина. Починаючи від VII століття, у криптах, що мають напівкруглу форму, яка повторює форму апсиди, зберігалися мощі святих і мучеників, на честь яких був освячений храм. У X–XI століттях форма крипти зазнала змін: вона стала подовженою, розташовуючись уже не тільки під апсидою, але й під навами й трансептами храму, що призвело до фактичного перетворення крипти в другу підземну церкву.

## Сучасні поховання
У крипті Собору святої Софії в місті Римі (Італія) похований патріарх УГКЦ кардинал Йосип Сліпий. За його заповітом: коли УГКЦ і український народ стануть вільними, перевезти домовину на рідну землю і встановити у храмі святого Юра у місті Львові біля гробниці Слуги Божого Андрея Шептицького, 27 серпня 1992 року патріарха перепоховали у крипті Собору святого Юра.
У Суботові в Іллінській церкві в крипті спочивало тіло гетьмана Богдана Хмельницького.

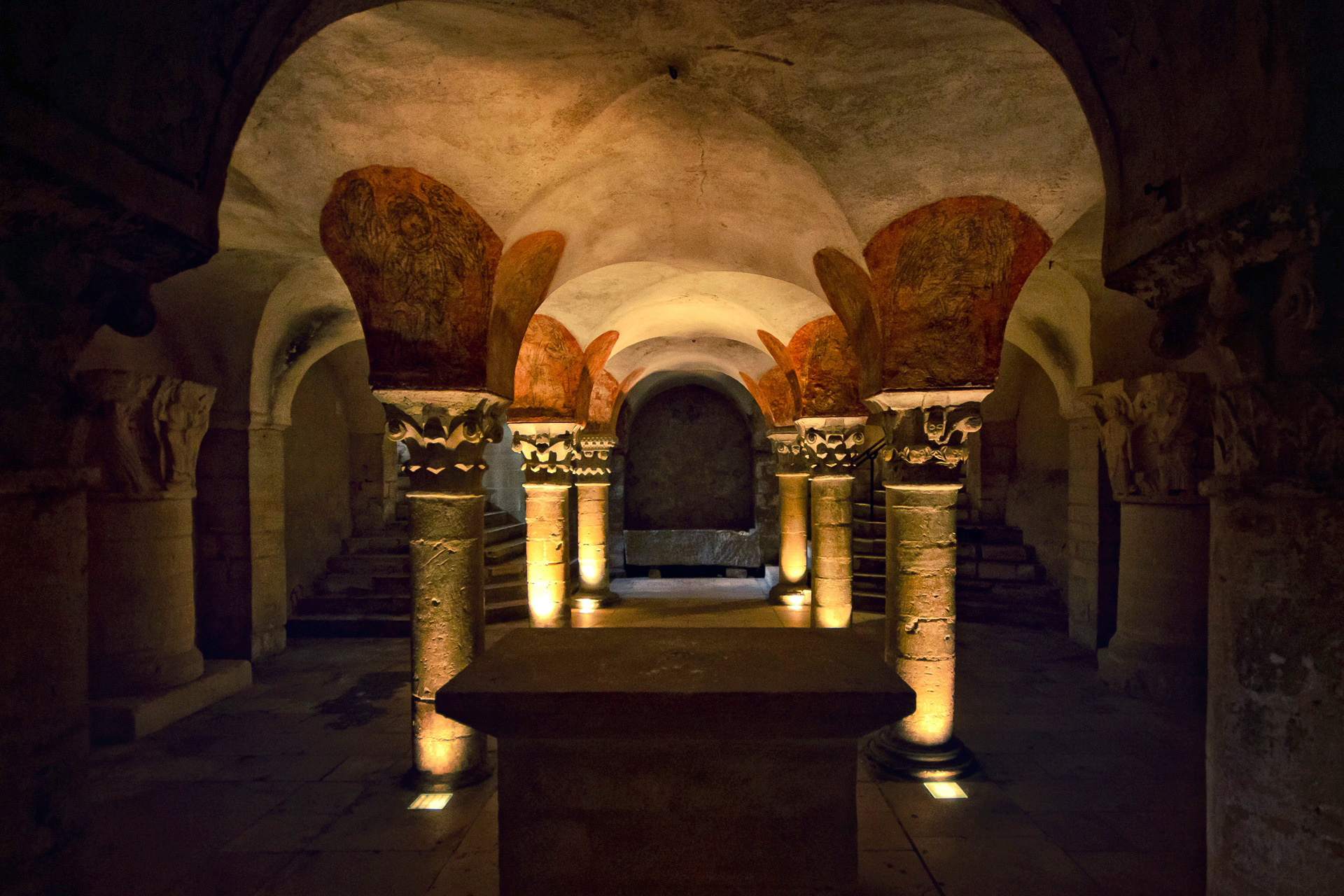
Крипта в соборі Байо, Франція
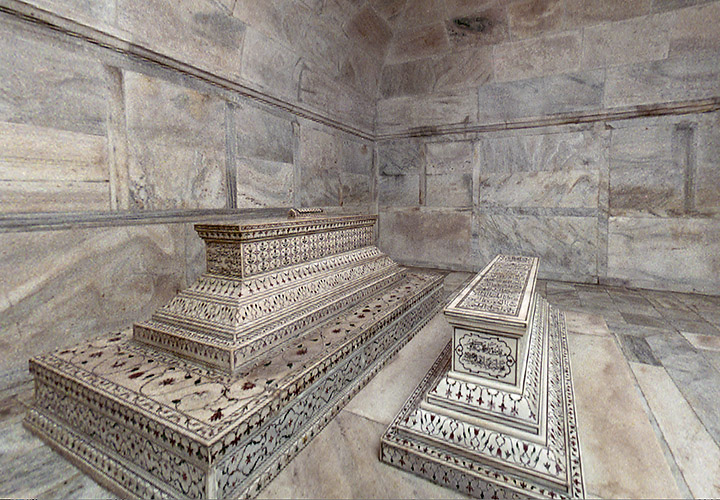
Крипта в Тадж-Махалі, Індія